# 第一高等学校 (旧制)の人物一覧
第一高等学校の人物一覧（だいいちこうとうがっこうのじんぶついちらん）は、旧制第一高等学校（東京英語学校・開成学校予科・大学予備門等）に関係する主な人物の一覧記事。

## 歴代校長
- 野村彦四郎 （1886年4月29日 - 1887年6月4日）
- 古荘嘉門 （1887年6月4日 - 1889年5月9日）
- 木下廣次 （1889年5月9日 - 1893年6月19日） 文部官僚、のち京都帝国大学初代総長。
- 嘉納治五郎 （1893年6月19日 - 9月20日） 講道館柔道の創立者。
- 久原躬弦 （校長心得・1893年9月21日 - 1894年12月15日、校長・1894年12月15日 - 1898年7月20日）
- 沢柳政太郎 （1898年7月20日 - 11月24日） のちに成城学園を開設。
- 狩野亨吉 （1898年11月24日 - 1906年7月5日） 夏目漱石の親友のひとり。木下廣次 の引きで、初代の京大文科大学長（現在の文学部長）となる。辞職後、骨董品店主に転じ、生涯独身を通した奇人。
- 今村有隣 （事務取扱・1906年7月5日 - 9月5日、校長・1906年9月5日 - 9月28日）
- 新渡戸稲造 （1906年9月28日 - 1913年4月22日） 札幌農学校出身の農学者、のち国際連盟事務局次長、旧5000円札で有名。
- 瀬戸虎記 （1913年4月22日 - 1919年9月10日）
- 菊池寿人 （1919年9月10日 - 1924年9月13日）
- 杉敏介 （1924年9月13日 - 1929年7月2日）　国文学者・歌人、夏目漱石『吾輩は猫である』津木ピン助のモデル。
- 森巻吉 （1929年7月2日 - 1937年4月22日）
- 橋田邦彦 （1937年4月22日 - 1940年9月4日） 医学者として有名、東條英機内閣の文部大臣、終戦時に自決。
- 安倍能成 （1940年9月4日 - 1946年2月9日） 漱石門下、幣原喜重郎内閣の文部大臣。
- 天野貞祐 （1946年2月9日 - 1948年2月7日） オールド・リベラルの哲学者、第3次吉田茂内閣の文部大臣、獨協大学を創設。
- 麻生磯次 （1948年2月7日 - 1949年6月30日） 江戸時代文学の研究家、新制東京大学の初代教養学部長。
- 矢内原忠雄 （1949年6月30日 - 7月31日） 内村鑑三・新渡戸稲造の弟子、のち東大総長。
- 麻生磯次 （1949年7月31日 -1950年3月24日）

## 著名な教員
- 江木高遠 - 啓蒙活動家、大学予備門英語教諭
- 高橋是清 - 英語教育者、大学予備門英語教諭、官僚・政治家
- 棚橋一郎 - 漢文学者、倫理教育者、大学予備門漢学教諭
- 鈴木米次郎 - 音楽教育者、第一高等中学校教諭。東洋音楽学校（現東京音楽大学）創立者
- 長沢市蔵 - 歴史教育者、第一高等中学校教諭・第一高等学校教授。衆議院議員、新潟中学・第一鹿児島中学校長
- 木村健康 - 経済学者、東京大学名誉教授、成蹊大学経済学部初代学部長
- 黒河龍三 - 数学者、第一高等学校教授。

## 出身の著名人

### 政界

#### 首相経験者

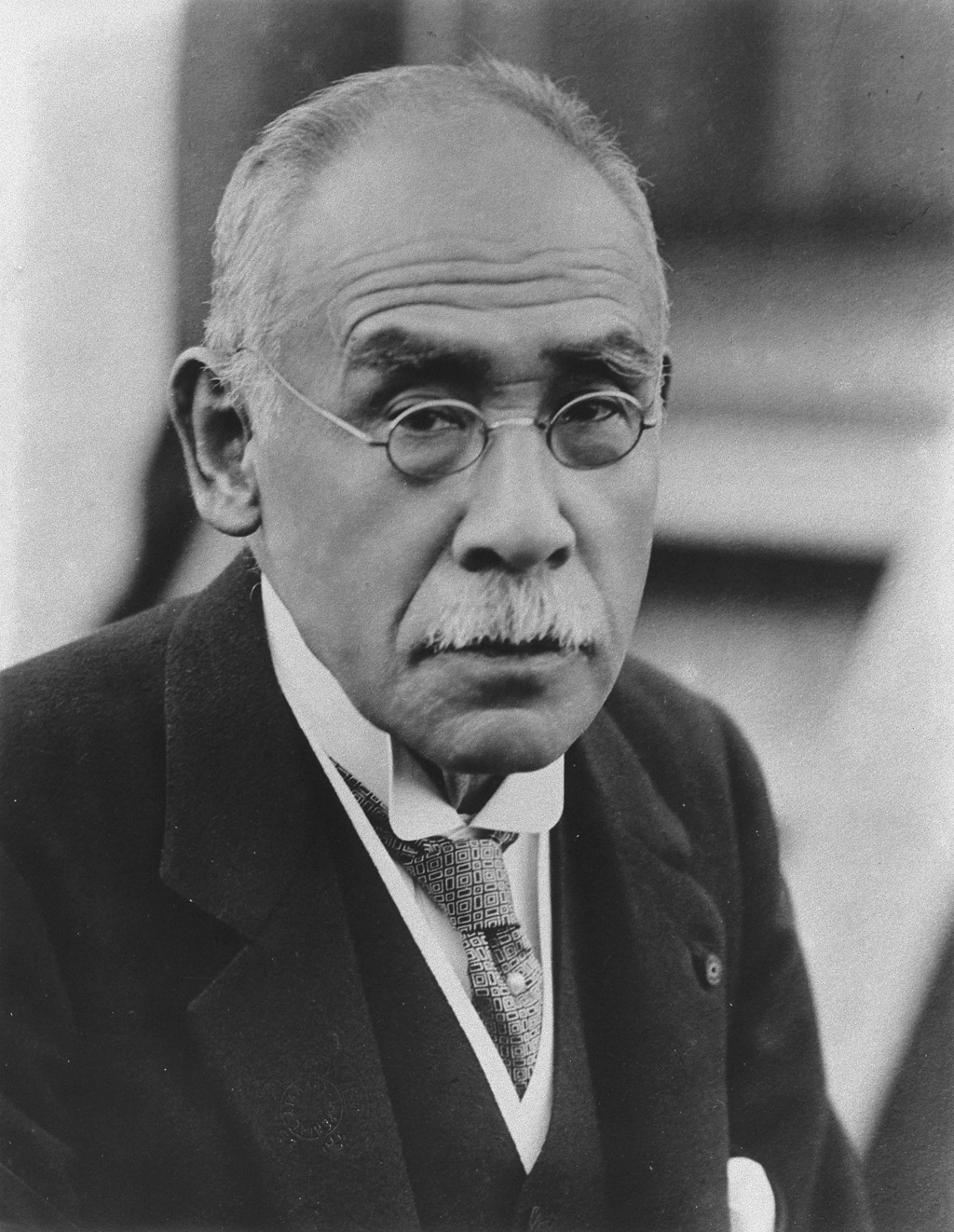
加藤高明
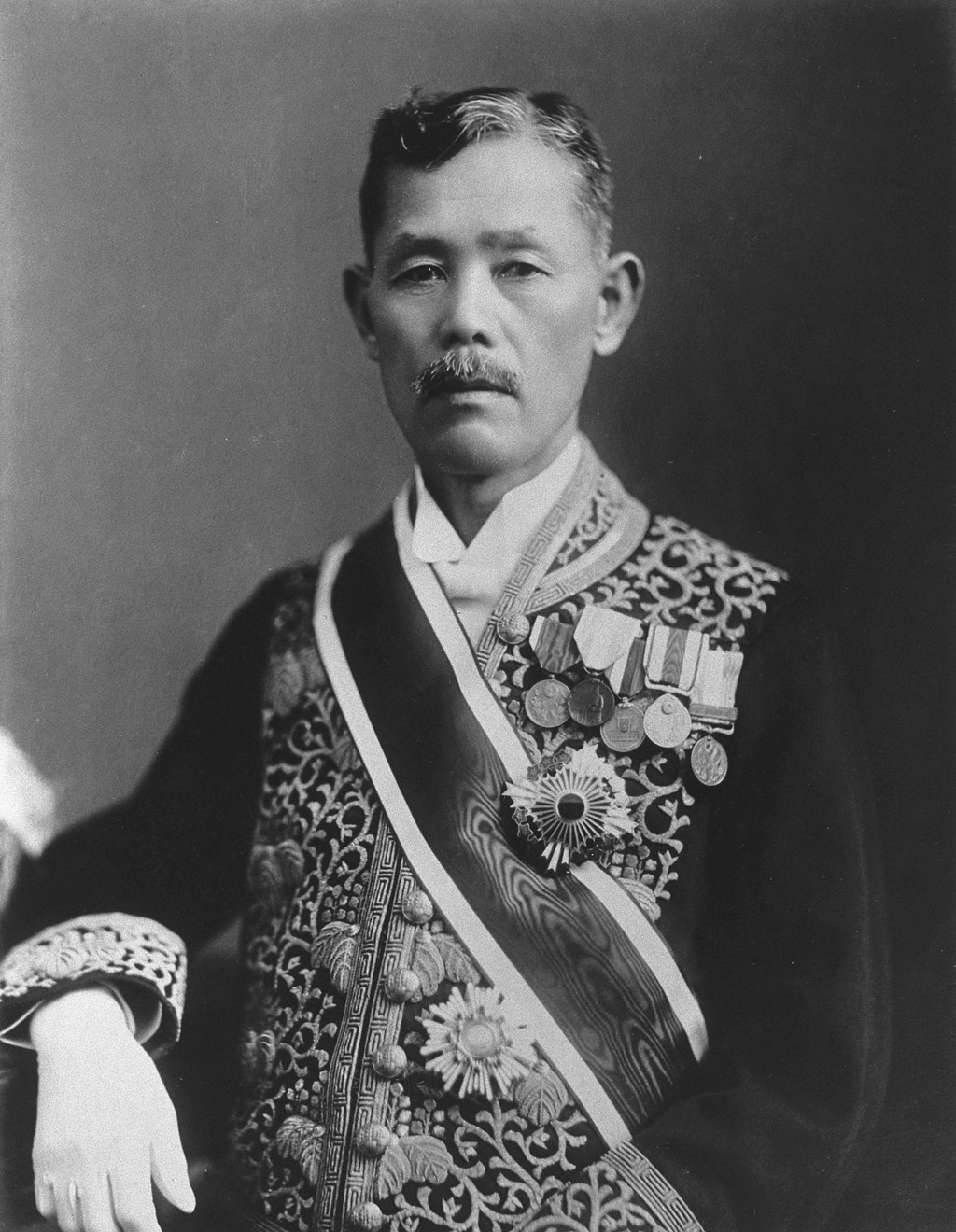
若槻禮次郎
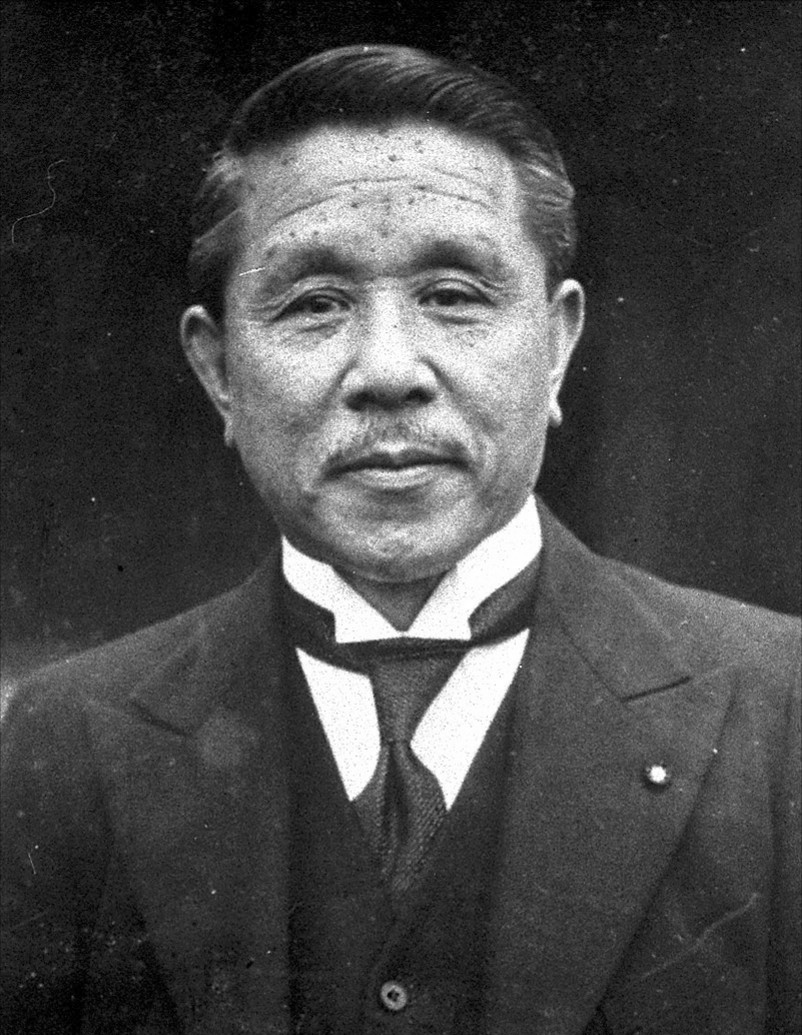
広田弘毅
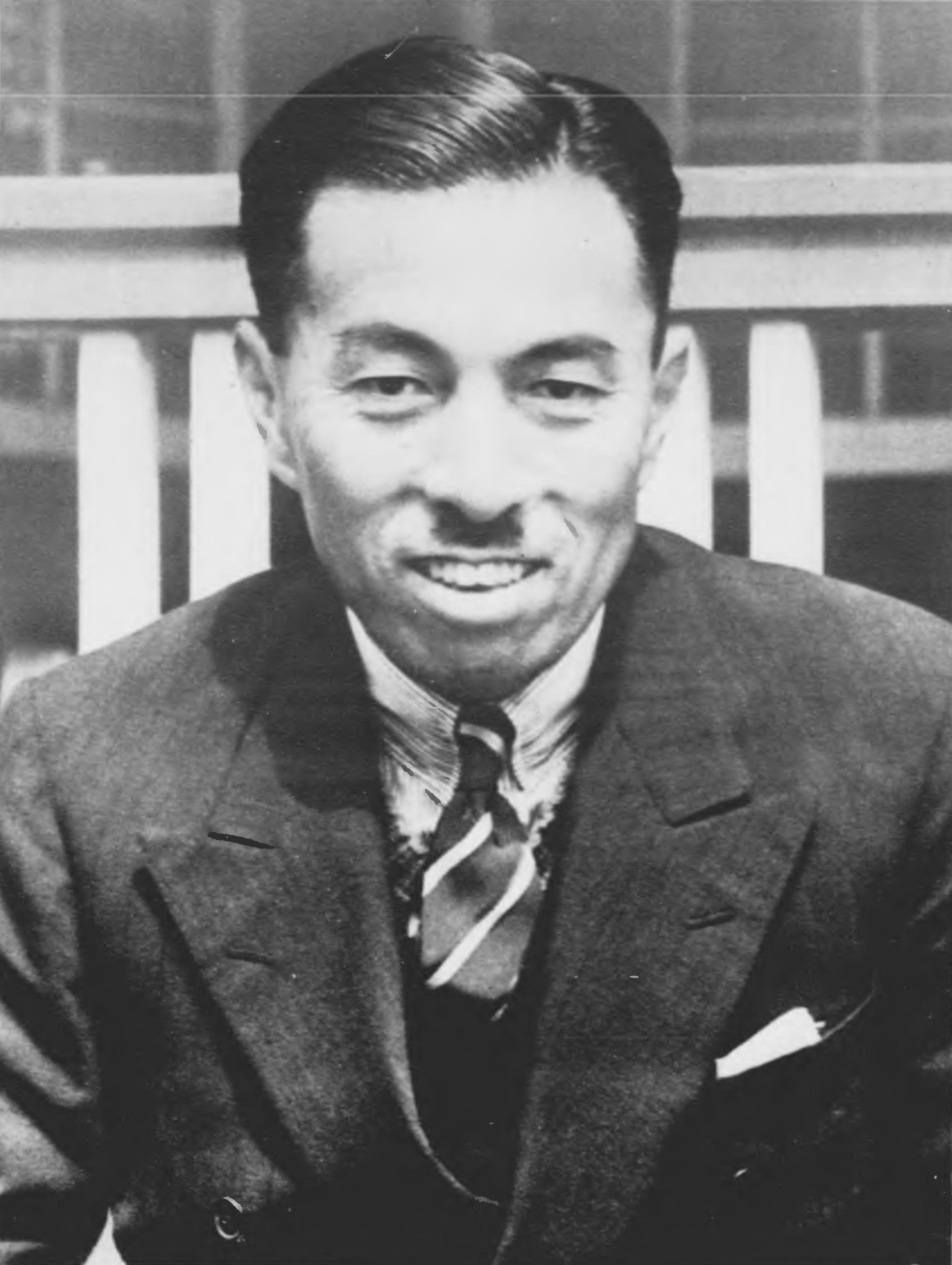
近衛文麿
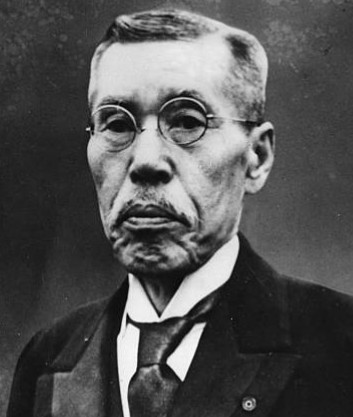
平沼騏一郎
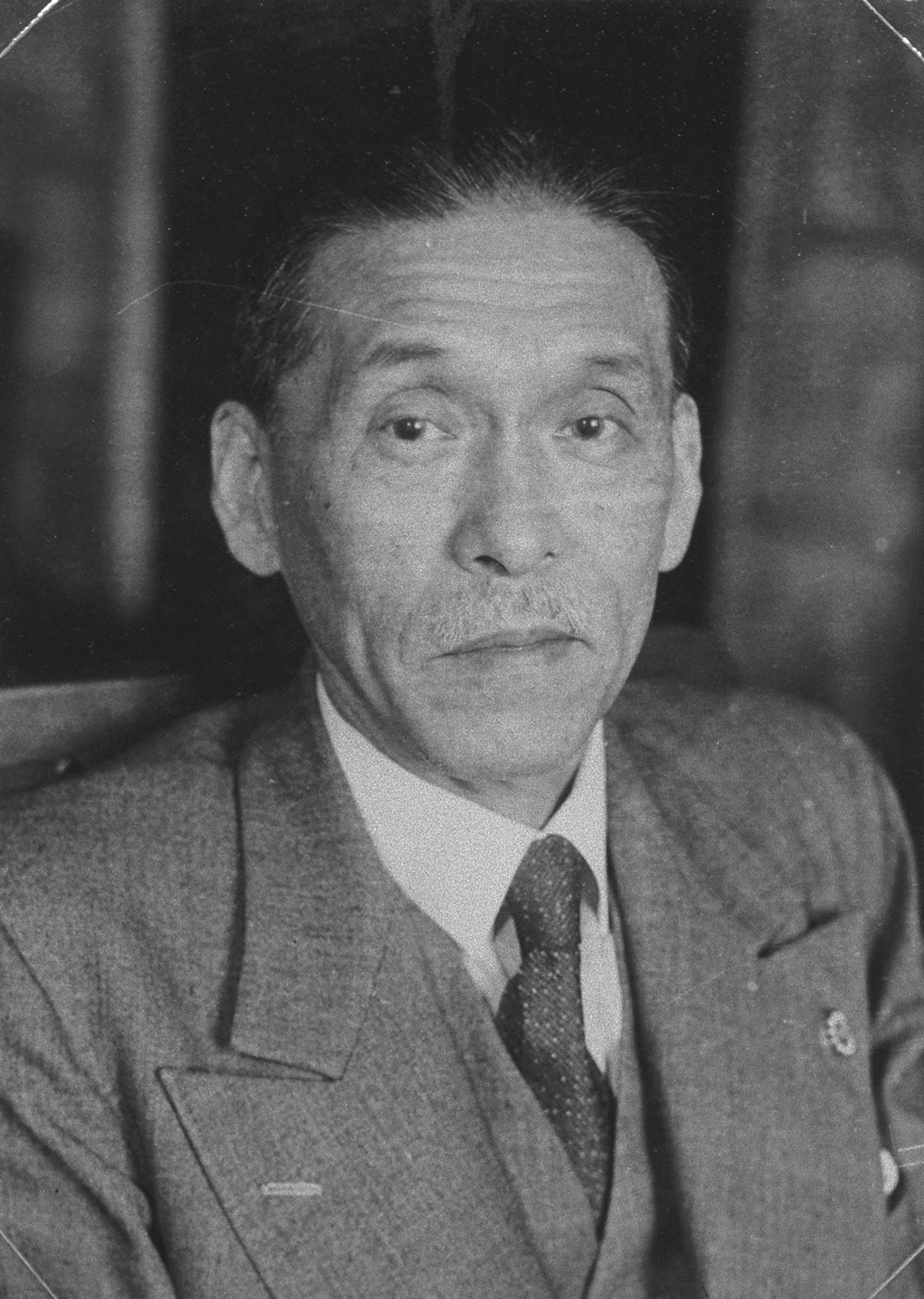
芦田均
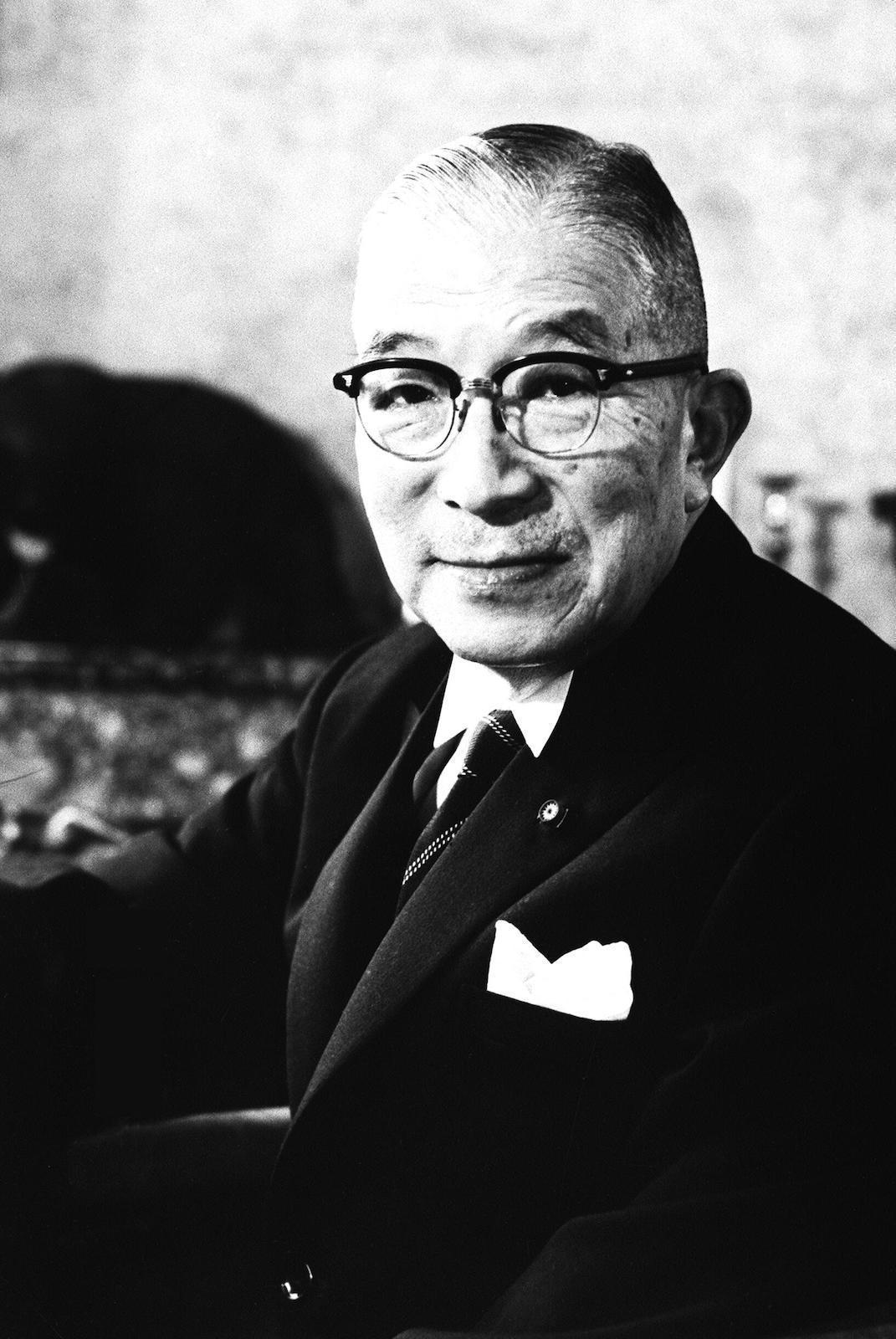
鳩山一郎
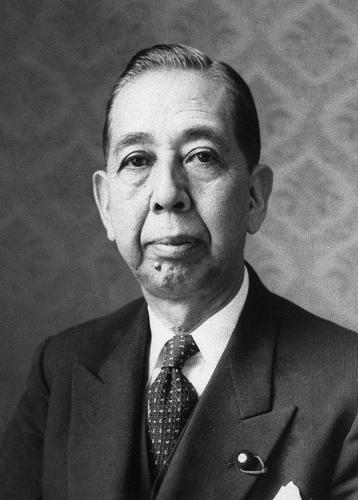
岸信介
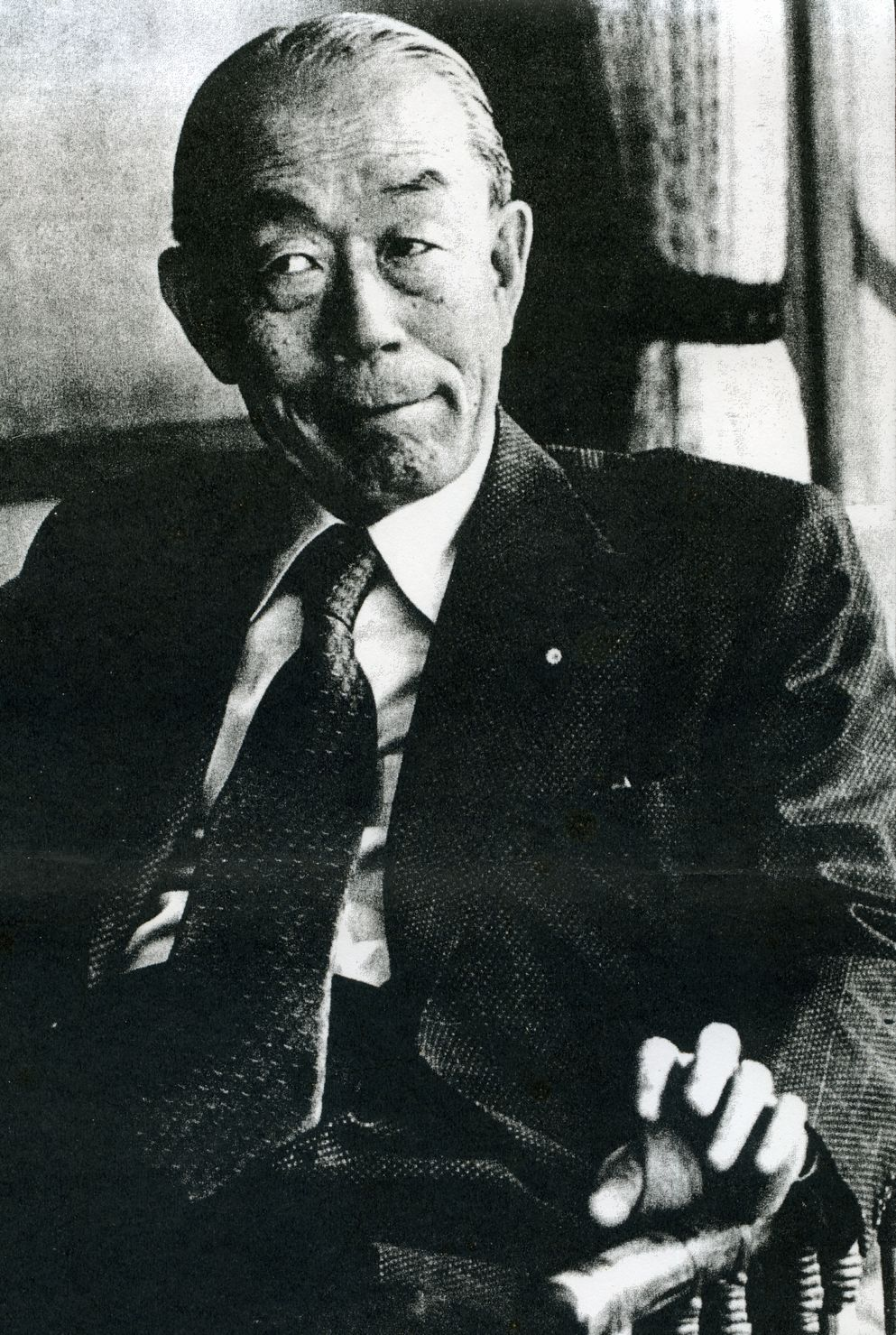
福田赳夫

- 加藤高明 - 第24代内閣総理大臣、東京英語学校卒
- 若槻禮次郎 - 第25・28代内閣総理大臣、大学予備門卒
- 広田弘毅 - 第32代内閣総理大臣
- 近衛文麿 - 第34・38・39代内閣総理大臣
- 平沼騏一郎 - 第35代内閣総理大臣、大学予備門卒
- 芦田均 - 第43代内閣総理大臣
- 鳩山一郎 - 第52・53・54代内閣総理大臣
- 岸信介 - 第56・57代内閣総理大臣
- 福田赳夫 - 第67代内閣総理大臣

#### 閣僚経験者
- 小村寿太郎 - 外務大臣、外務次官、開成学校卒
- 阪谷芳郎 - 大蔵大臣、大蔵次官、大学予備門卒
- 内田康哉 - 外務大臣、外務次官、大学予備門卒
- 奥田義人 - 司法大臣、文部大臣、大学予備門卒
- 元田肇 - 逓信大臣、鉄道大臣、開成学校卒
- 石井菊次郎 - 外務大臣、外務次官、大学予備門卒
- 一木喜徳郎 - 内務次官、内務大臣、文部大臣、宮内大臣、枢密院議長、大学予備門卒
- 勝田主計 - 大蔵大臣、文部大臣、大蔵次官
- 岡田良平 - 文部大臣、文部次官、大学予備門卒
- 高田早苗 - 文部大臣、早稲田大学総長、大学予備門卒
- 床次竹二郎 - 内務大臣、鉄道大臣、逓信大臣、内務次官
- 水野錬太郎 - 内務大臣、文部大臣
- 市来乙彦 - 東京市長、大蔵大臣、日銀総裁、大蔵次官
- 岡野敬次郎 - 司法大臣、文部大臣、農商務大臣、大学予備門卒
- 荒井賢太郎 - 農商務大臣、大蔵官僚
- 伊集院彦吉 - 外務大臣
- 山之内一次 - 鉄道大臣、鉄道官僚
- 松井慶四郎 - 外務大臣、大学予備門卒
- 鈴木喜三郎 - 司法大臣、内務大臣、検事総長
- 小松謙次郎 - 鉄道大臣、逓信次官
- 小川平吉 - 司法大臣、鉄道大臣
- 町田忠治 - 農林大臣、商工大臣、大蔵大臣、大学予備門卒
- 原嘉道 - 司法大臣、枢密院議長
- 俵孫一 - 商工大臣、内閣拓殖局長（内務官僚）
- 田中隆三 - 文部大臣、農商務次官、大学予備門卒
- 川村竹治 - 司法大臣、南満州鉄道社長、内務次官
- 秦豊助 - 拓務大臣、官選徳島県知事
- 松本烝治 - 商工大臣、内閣法制局長官、商法学者
- 小原直 - 司法大臣、内務大臣、厚生大臣、司法次官
- 川崎卓吉 - 文部大臣、商工大臣、内務次官
- 有田八郎 - 外務大臣、外務次官
- 馬場鍈一 - 大蔵大臣、文部大臣
- 小川郷太郎 - 商工大臣、鉄道大臣
- 頼母木桂吉 - 逓信大臣、東京市長
- 潮恵之輔 - 内務大臣、文部大臣、内務次官
- 松平恒雄 - 宮内大臣、駐米大使、初代参議院議長
- 塩野季彦 - 司法大臣、逓信大臣
- 河原田稼吉 - 内務大臣、文部大臣、内務次官
- 賀屋興宣 - 大蔵大臣、大蔵次官
- 安井英二 - 文部大臣、内務大臣、厚生大臣、官選大阪府知事
- 吉野信次 - 商工大臣、商工次官
- 八田嘉明 - 拓務大臣、商工大臣、鉄道大臣、初代運輸通信大臣
- 石渡荘太郎 - 大蔵大臣、宮内大臣、大蔵次官
- 田辺治通 - 逓信大臣、内務大臣、逓信官僚
- 広瀬久忠 - 厚生大臣、厚生次官、内務次官
- 青木一男 - 大蔵大臣、初代大東亜大臣、企画院総裁、大蔵官僚
- 宮城長五郎 - 司法大臣
- 松浦鎮次郎 - 文部大臣、文部次官、九大総長、内務官僚
- 吉田茂 (内務官僚) - 厚生大臣、軍需大臣
- 河田烈 - 大蔵大臣、内閣書記官長、拓務次官、大蔵次官
- 橋田邦彦 - 文部大臣、医学者
- 井野碩哉 - 農林大臣、拓務大臣、法務大臣、農林次官
- 星野直樹 - 国務大臣、内閣書記官長、企画院総裁、満州国国務院総務長官
- 湯沢三千男 - 内務大臣、内務次官
- 大達茂雄 - 内務大臣、文部大臣、初代東京都長官、内務次官
- 津島寿一 - 大蔵大臣、防衛庁長官、大蔵次官
- 松阪広政 - 法務大臣、検事総長
- 広瀬豊作 - 大蔵大臣、大蔵次官
- 下村宏 - 国務大臣（内閣情報局総裁）、逓信官僚
- 岡田忠彦 - 厚生大臣、内務省警保局長
- 迫水久常 - 内閣書記官長、経済企画庁長官、郵政大臣、大蔵官僚
- 前田多門 - 文部大臣
- 堀切善次郎 - 内務大臣、内閣書記官長、東京市長、内務官僚
- 副島千八 - 農林大臣、農商務省商務局長
- 膳桂之助 - 国務大臣（経済安定本部総務長官・物価庁長官）
- 金森徳次郎 - 国務大臣、内閣法制局長官
- 森戸辰男 - 文部大臣
- 船田享二 - 行政管理庁長官、ローマ法学者
- 泉山三六 - 大蔵大臣
- 下条康麿 - 文部大臣、統計学者、内務官僚
- 天野貞祐 - 文部大臣、哲学者、獨協大学初代学長
- 岡崎勝男 - 内閣官房長官、外務大臣、外務次官
- 大橋武夫 - 法務総裁、労働大臣、運輸大臣、内務官僚
- 山崎猛 - 運輸大臣、経済審議庁長官、衆議院議長、中退
- 橋本龍伍 - 文部大臣、厚生大臣、大蔵官僚
- 野田卯一 - 建設大臣、経済企画庁長官、大蔵事務次官
- 戸塚九一郎 - 労働大臣、建設大臣、北海道開発庁長官、内務官僚
- 黒川武雄 - 厚生大臣
- 中山寿彦 - 国務大臣、日本医師会会長
- 鶴見祐輔 - 厚生大臣
- 千葉三郎 - 労働大臣
- 前尾繁三郎 - 通商産業大臣、法務大臣、衆議院議長、大蔵省主税局長
- 船田中 - 防衛庁長官、衆議院議長、内務官僚
- 灘尾弘吉 - 文部大臣、厚生大臣、衆議院議長、内務次官
- 郡祐一 - 自治庁長官、郵政大臣、法務大臣、内務官僚
- 永野護 - 運輸大臣
- 遠藤三郎 - 建設大臣、農林官僚
- 小島徹三 - 法務大臣
- 植木庚子郎 - 法務大臣、大蔵大臣、大蔵官僚
- 小金義照 - 郵政大臣、商工官僚
- 西村直己 - 防衛庁長官、農林大臣、官選高知県知事
- 福田一 - 通商産業大臣、自治大臣、法務大臣、衆議院議長
- 小沢久太郎 - 郵政大臣
- 古池信三 - 郵政大臣、商工官僚
- 增原惠吉 - 行政管理庁長官、防衛庁長官、初代警察予備隊本部長官
- 新谷寅三郎 - 郵政大臣、運輸大臣、逓信院総裁心得
- 床次徳二 - 総理府総務長官、内務官僚
- 木内四郎 - 科学技術庁長官、専売局長官
- 佐藤一郎 - 経済企画庁長官、大蔵事務次官
- 奥野誠亮 - 文部大臣、法務大臣、国土庁長官、自治事務次官
- 斎藤邦吉 - 厚生大臣、行政管理庁長官、労働事務次官
- 村山達雄 - 大蔵大臣、厚生大臣、大蔵省主税局長
- 熊谷太三郎 - 科学技術庁長官
- 牛場信彦 - 国務大臣（対外経済担当）、駐米大使、外務事務次官
- 藤井勝志 - 労働大臣
- 山下元利 - 防衛庁長官、大蔵官僚
- 大来佐武郎 - 外務大臣、経済企画庁総合開発局長
- 長田裕二 - 科学技術庁長官、参議院議長、郵政事務次官
- 金井元彦 - 行政管理庁長官、兵庫県知事、内務官僚
- 始関伊平 - 建設大臣、商工官僚
- 林義郎 - 厚生大臣、大蔵大臣、通産官僚
- 古屋亨 - 自治大臣、内務官僚
- 今井勇 - 厚生大臣、建設官僚
- 越智通雄 - 経済企画庁長官、金融再生委員長、大蔵官僚
- 津島雄二 - 厚生大臣、大蔵官僚
- 相澤英之 - 経済企画庁長官、金融再生委員長、大蔵事務次官
- 三ヶ月章 - 法務大臣、法学者

#### 国会議員
- 河井弥八 - 参議院議員（緑風会）、第4代参議院議長
- 小林丑三郎 - 衆議院議員、明大教授、大蔵官僚
- 鵜沢総明 - 衆議院議員（立憲政友会）、明治大学総長
- 田昌 - 衆議院議員、大蔵次官
- 佐竹三吾 - 衆議院議員、貴族院議員、法制局長官、鉄道省監督局長、農商務官僚
- 河上丈太郎 - 衆議院議員（日本社会党）、党委員長
- 今井嘉幸 - 衆議院議員（社会大衆党顧問(1932-37)）、弁護士 / 「普選の神様」
- 亀井貫一郎 - 衆議院議員（社会大衆党）、外務官僚
- 河野密 - 衆議院議員（日本社会党）、党副委員長
- 長島隆二 - 衆議院議員、大蔵省理財局長（心得）
- 井川忠雄 - 貴族院議員、大蔵官僚
- 長岡隆一郎 - 貴族院議員、関東局総長、警視総監、内務官僚
- 東久世秀雄 - 貴族院議員、内匠頭、農商務官僚
- 大蔵公望 - 貴族院議員、満鉄理事、日本交通公社会長、鉄道官僚
- 小平権一 - 衆議院議員、農林次官 / 小平邦彦の父
- 志賀義雄 - 衆議院議員（日本共産党）、分派活動による除名後に「日本共産党（日本のこえ）」を結成
- 細川嘉六 - 参議院議員（日本共産党）
- 菊川忠雄 - 衆議院議員（日本社会党）、洞爺丸事故で遭難死
- 原彪 - 衆議院議員（日本社会党）、衆議院副議長、法政大学教授
- 米原昶 - 衆議院議員（日本共産党）/ 米原万里の父
- 並木芳雄 - 衆議院議員（改進党）
- 安東義良 - 衆議院議員、駐伯大使
- 竹谷源太郎 - 衆議院議員、新潟県内政部長（内務官僚）
- 田尻生五 - 衆議院議員、北支那製鐵所社長、朝鮮総督府官僚
- 曽祢益 - 参議院議員（民社党）、党書記長、外務官僚
- 今松治郎 - 衆議院議員（自由民主党）、初代総理府総務長官（非閣僚）、内務省警保局長
- 伊藤好道 - 衆議院議員（日本社会党）、党政策審議会長
- 三輪寿壮 - 衆議院議員（日本社会党）、弁護士
- 松本俊一 - 衆議院議員（自由民主党）、外務事務次官
- 森島守人 - 衆議院議員（日本社会党）、駐ポルトガル公使
- 石井桂 - 参議院議員（自由民主党）、東京都建設局長、一級建築士
- 梶原茂嘉 - 参議院議員（自由民主党）、食料配給公団総裁
- 平島敏夫 - 参議院議員（自由民主党）、満鉄副総裁
- 川上為治 - 参議院議員（自由民主党）、中小企業庁長官
- 小柳牧衛 - 参議院議員（自由民主党）、内務官僚
- 杉浦武雄 - 参議院議員（自由民主党）、弁護士
- 高野一夫 - 参議院議員（自由民主党）、日本薬剤師会会長
- 野知浩之 - 参議院議員（自由民主党）、農林官僚
- 亀山孝一 - 衆議院議員（自由民主党）、厚生次官
- 笹山茂太郎 - 衆議院議員（自由民主党）、農林事務次官
- 坂村吉正 - 衆議院議員（自由民主党）、農林官僚
- 木村武千代 - 衆議院議員（自由民主党）、外務官僚
- 河村勝 - 衆議院議員（民社党）、国鉄常務理事
- 不破哲三（上田建二郎） - 衆議院議員（日本共産党）、党委員長・議長
- 村上孝太郎 - 参議院議員（自由民主党）、大蔵事務次官
- 森清 - 衆議院議員（自由民主党）、自治省消防大学校長
- 高沢寅男 - 衆議院議員（日本社会党）、党副委員長
- 寺田熊雄 - 参議院議員（日本社会党）、岡山市長、判事出身
- 上田耕一郎 - 参議院議員（日本共産党）、党副委員長
- 辻英雄 - 衆議院議員（自由民主党）、労働官僚
- 矢野俊比古 - 参議院議員（自由民主党）、通産事務次官
- 楢崎泰昌 - 参議院議員（自由民主党）、北海道開発事務次官、大蔵官僚
- 村上信二郎 - 衆議院議員（自由民主党）、防衛庁審議官
- 逆瀬川仁次郎 - 衆議院議員、ジャーナリスト

#### 地方自治体首長
- 鶴原定吉 - 大阪市長、初代韓国統監府総務長官、衆議院議員、大学予備門卒
- 岩切重雄 - 鹿児島市長、衆議院議員
- 井上密 - 京都市長、京都帝大法科大学長
- 飯沼一省 - 東京都長官、内務次官
- 木内重四郎 - 京都府知事
- 久世庸夫 - 福岡市長
- 粟屋仙吉 - 広島市長
- 安井誠一郎 - 東京都知事、厚生次官
- 桑原幹根 - 愛知県知事、内務官僚
- 西村実造 - 埼玉県知事
- 青木理 - 三重県知事
- 重成格 - 鹿児島県知事
- 杉本勝次 - 福岡県知事
- 阿部千一 - 岩手県知事、朝鮮総督府官僚
- 阿部邦一 - 徳島県知事
- 東龍太郎 - 東京都知事、医学者
- 川上紀一 - 千葉県知事、県副知事、内務官僚
- 工藤巌 - 岩手県知事、衆議院議員、盛岡市長
- 神戸正雄 - 初代公選京都市長
- 浜井信三 - 初代公選広島市長
- 中井光次 - 大阪市長
- 加藤精三 - 鶴岡市長、衆議院議員、内務官僚 / 加藤紘一は子
- 半井清 - 横浜市長、内務官僚
- 板垣武四 - 札幌市長
- 細郷道一 - 横浜市長、自治事務次官
- 石井亨 - 仙台市長、宮城県副知事、自治官僚
- 稲葉三千男 - 東久留米市長、マス・コミュニケーション研究者

### 司法界

#### 裁判官

##### 大審院長・最高裁判所長
- 牧野菊之助 - 大審院院長
- 和仁貞吉 - 大審院院長
- 長島毅 - 大審院院長
- 霜山精一 - 大審院院長、最高裁判事
- 横田正俊 - 第4代最高裁判所長官
- 石田和外 - 第5代最高裁判所長官

##### 最高裁判事
- 穂積重遠 - 最高裁判事
- 真野毅 - 最高裁判事、弁護士
- 井上登 - 最高裁判事、プロ野球コミッショナー
- 島保 - 最高裁判事
- 齋藤悠輔 - 最高裁判事
- 岩松三郎 - 最高裁判事
- 藤田八郎 - 最高裁判事
- 小林俊三 - 最高裁判事
- 高橋潔 - 最高裁判事、弁護士
- 草鹿浅之介 - 最高裁判事
- 松田二郎 - 最高裁判事
- 下村三郎 - 最高裁判事
- 坂本吉勝 - 最高裁判事、弁護士
- 戸田弘 - 最高裁判事
- 大橋進 - 最高裁判事、弁護士
- 香川保一 - 最高裁判事
- 大野正男 - 最高裁判事、弁護士
- 佐藤庄市郎 - 最高裁判事、弁護士
- 馬場愿治 - 広島控訴院長、大審院部長、中央大学学長、大学予備門卒
- 窪田静太郎 - 行政裁判所長官
- 遠藤源六 - 行政裁判所長官
- 沢田竹治郎 - 行政裁判所評定官、最高裁判所判事(1947)、内務省出身
- 山内確三郎 - 司法次官、東京控訴院長
- 皆川治広 - 司法次官、東京控訴院長
- 三宅正太郎 - 司法次官、大阪控訴院長、貴族院議員、初代中央労働委員会委員長
- 大森洪太 - 司法次官、東京控訴院長
- 井野英一 - 満州国最高法院長
- 中野並助 - 検事総長
- 池田克 - 大審院次長検事・検事局思想部長、司法省刑事局長・思想部長、最高裁判所判事(1954)
- 佐藤藤佐 - 検事総長
- 清原邦一 - 検事総長、プロ野球コミッショナー委員
- 井本臺吉 - 検事総長
- 筧栄一 - 検事総長
- 吉河光貞 - 広島高検検事長 / ゾルゲ事件
- 倉田卓次 - 東京高裁判事

### 官界

#### 大蔵省（財務省）
- 水町袈裟六 - 大蔵次官、 横浜正金銀行頭取、会計検査院長、大学予備門卒
- 下坂藤太郎 - 大蔵省銀行課長、台湾銀行副頭取、日商社長
- 菅原通敬 - 大蔵次官、枢密院・貴族院議員
- 神野勝之助 - 大蔵次官、貴族院議員
- 橋本圭三郎 - 大蔵次官、農商務次官、日石社長、帝石総裁
- 美濃部俊吉 - 2代目北海道拓殖銀行頭取、朝鮮銀行総裁、満州取引所理事長、美濃部洋次の父
- 小野義一 - 大蔵次官 / 理財局長退官後に政治任用にて就任
- 黒田英雄 - 大蔵次官 / 帝人事件で訴追
- 富田勇太郎 - 海外駐在財務官、満州興銀総裁
- 西野元 - 大蔵次官
- 大谷正男 - 宮内次官、大蔵官僚出身
- 川越丈雄 - 大蔵次官、法制局長官
- 荒井誠一郎 - 大蔵省銀行局長、専売局長官、会計検査院長
- 入間野武雄 - 大蔵省銀行局長、帝国銀行（三井銀行11代目）頭取
- 大野龍太 - 大蔵次官 / 帝人事件では特銀課長で訴追
- 井川忠雄 - 門司税関長 / 戦前の日米交渉に携わる
- 谷口恒二 - 大蔵次官
- 松隈秀雄 - 大蔵次官
- 佐藤基 - 法制局第一部長、特許標準局長官、会計検査院長、都副知事、公取委員長
- 大久保偵次 - 大蔵省銀行局長 / 帝人事件で訴追
- 相田岩夫 - 大蔵省銀行局長、預金部長官、日販社長 / 帝人事件では銀行検査官で訴追
- 神山政良 - 東京地方専売局長、沖縄祖国復帰促進協議会会長
- 難波経一 - 軍需省燃料局長・整備局長、山陽パルプ社長、大蔵官僚出身
- 舟山正吉 - 大蔵事務次官、中小企業金融公庫総裁
- 伊原隆 - 大蔵省理財局長、横浜銀行頭取
- 阪田泰二 - 国税庁長官、専売公社総裁
- 山際正道 - 大蔵次官、第20代日本銀行総裁
- 河野一之 - 大蔵事務次官、太陽神戸銀行会長
- 渡辺武 - 初代財務官、アジア開発銀行初代総裁、子爵
- 石田正 - 大蔵事務次官
- 北島武雄 - 国税庁長官、公正取引委員会委員長、専売公社総裁
- 石原周夫 - 大蔵事務次官
- 原純夫 - 国税庁長官、東京銀行頭取
- 大島寛一 - 財務参事官
- 谷村裕 - 大蔵事務次官、東京証券取引所理事長
- 村上孝太郎 - 大蔵事務次官、参議院議員
- 澄田智 - 大蔵事務次官、第25代日本銀行総裁
- 青鹿明司 - 大蔵省理財局次長、内閣官房内閣審議室長、常陽銀行頭取
- 青山保光 - 大蔵省印刷局長、第一相互銀行社長
- 坂野常和 - 大蔵省証券局長、日本化薬会長
- 大倉真隆 - 大蔵事務次官、国民金融公庫総裁、日本輸出入銀行総裁
- 松川道哉 - 財務官
- 亀徳正之 - 国税庁長官、協栄生命保険社長
- 竹内道雄 - 大蔵事務次官、東京証券取引所理事長
- 徳田博美 - 大蔵省銀行局長、野村総研理事長
- 吉瀬維哉 - 大蔵事務次官
- 長岡實 - 大蔵事務次官、日本たばこ産業初代社長
- 後藤達太 - 大蔵省銀行局長、西日本銀行頭取、福岡商工会議所会頭、九州商工会議所連合会会長
- 中橋敬次郎 - 国税庁長官、国土事務次官、地域振興整備公団総裁
- 亘理彰 - 防衛事務次官
- 吉野實 - 防衛事務次官
- 宮崎仁 - 経済企画事務次官
- 金子太郎 - 環境事務次官
- 吉田冨士雄 - 大蔵省関税局長、サントリー副社長、エフエム富士会長
- 田中敬 - 大蔵事務次官、横浜銀行頭取
- 吉本宏 - 大蔵省理財局長、国民金融公庫総裁、日本銀行副総裁
- 安井誠 - 大蔵省証券局長、安田火災副社長・副会長、東邦生命会長
- 松下康雄 - 大蔵事務次官、第27代日本銀行総裁
- 寺岡雅之 - 南九州財務局長、中国財務局長
- 山口光秀 - 大蔵事務次官、東京証券取引所理事長
- 吉野良彦 - 大蔵事務次官、国民金融公庫総裁、日本開発銀行総裁
- 西垣昭 - 大蔵事務次官、海外経済協力基金総裁
- 岸田俊輔 - 大蔵省証券局長、広島銀行会長
- 大場智満 - 財務官
- 行天豊雄 - 財務官、東京銀行会長 / 一高中退、東大経卒

#### 内務省（自治省・警察庁・建設省・国土庁・厚生省・労働省・保安庁・防衛庁・防衛省）
- 河村金五郎 - 宮内次官
- 石原健三 - 宮内次官
- 杉山四五郎 - 内務次官
- 久保田政周 - 栃木県知事、三重県知事、東京府知事、内務次官、横浜市長、東洋拓殖株式会社総裁
- 青山士 - 内務技監、パナマ運河建設に関わる
- 井上孝哉 - 内務次官
- 西久保弘道 - 東京市市長
- 赤司鷹一郎 - 文部次官
- 平岡定太郎 - 樺太庁長官、三島由紀夫の祖父
- 太田政弘 - 第30代警視総監、関東長官、第14代台湾総督、貴族院議員
- 関屋貞三郎 - 宮内次官、貴族院議員
- 松井茂 - 韓国政府内部次官兼警視総監（扱）、朝鮮統監府警務局長
- 柴田善三郎 - 内閣書記官長、大阪府知事
- 三矢宮松 - 帝室林野局長官、朝鮮総督府警務部長
- 天岡直嘉 - 賞勲局総裁、「売勲事件」
- 赤池濃 - 朝鮮総督府警務局長、内閣拓殖局長官、警視総監
- 中川健藏 - 香川県知事、熊本県知事、北海道長官、東京府知事、文部次官、台湾総督府総督、貴族院議員
- 羽生雅則 - 内務次官
- 香坂昌康 - 東京府知事、大東亜錬成院長
- 池田宏 - 京都府知事、神奈川県知事、都市計画家
- 加藤於兎丸 - 佐賀県知事、宮城県知事、厚生省衛生局長、大同コンクリート工業社長
- 斎藤樹 - 台湾総務長官
- 館哲二 - 内務次官
- 岡喜七郎 - 第25代警視総監、貴族院議員
- 丸山鶴吉 - 第33代警視総監、貴族院議員
- 長谷川久一 - 第36代警視総監
- 大野緑一郎 - 第37代警視総監、関東局総長、朝鮮総督府政務総監、貴族院議員
- 小栗一雄 - 第39代警視総監
- 高野源進 - 山梨県知事、（原爆被爆時の）広島県知事、第55代警視総監
- 藤沼庄平 - 東京都長官、貴族院議員、衆議院議員、内務省警保局長
- 松井春生 - 東京都長官（1946年6月-）、大阪府知事（1946年1月-）、内閣調査官、革新官僚
- 下村寿一 - 文部省普通学務局長、東京女高師校長 / 内務官僚出身
- 武部六蔵 - 企画院次長・総裁（心得）
- 川嶋孝彦 - 内閣統計局長
- 林敬三 - 日本赤十字社総裁、初代統合幕僚会議議長、内務省地方局長
- 石岡実 - 内閣官房副長官
- 上村健太郎 - 総理府総務副長官、日本道路公団総裁
- 佐藤朝生 - 総理府総務副長官
- 菅野弘夫 - 総理府総務副長官
- 北村隆 - 内務省警保局経済保安課長、兵庫県警察部長。防衛研修所所長
- 入江俊郎 - 法制局長官、最高裁判所判事
- 角田礼次郎 - 法制局長官、最高裁判所判事
- 栗栖弘臣 - 第10代統合幕僚会議議長、内務省出身
- 海原治 - 軍事評論家、防衛庁官房長、内務省出身
- 石井榮三 - 第2代警察庁長官
- 新井裕 - 第5代警察庁長官
- 高橋幹夫 - 第7代警察庁長官
- 浅沼清太郎 - 第8代警察庁長官、阪神高速道路公団理事長
- 山田英雄 - 第12代警察庁長官
- 広岡謙二 - 第58代警視総監
- 小倉謙 - 第64代警視総監
- 国島文彦 - 第71代警視総監
- 田中楢一 - 警察庁警備局長、大阪市警視総監
- 浅村廉 - 住宅金融公庫総裁、日本道路公団副総裁、建設省河川局次長
- 森垣亀一郎 - 土木技術者、大阪市・大蔵省・内務省・神戸市技師
- 中村敬之進 - 厚生次官
- 小池欣一 - 日本赤十字社副社長、内閣官房副長官、厚生省出身
- 小林行雄 - 文部次官
- 石岡寛 - 陸上幕僚長
- 林忠雄 - 自治事務次官
- 稲田周一 - 侍従長
- 山本悟 - 侍従長
- 渡部正郎 - 内閣調査室長、衆議院議員
- 細谷喜一 - 内閣官房副長官

#### 外務省
- 林権助 - 元関東長官（1919-）、元駐英国大使（1920-）、大学予備門卒
- 山座円次郎 - 駐中国特命全権公使、大学予備門卒
- 堀口九萬一 - 駐ルーマニア公使、駐ブラジル公使、堀口大學の父
- 萩原守一 - 外務省通商局長
- 安達峰一郎 - 国際連盟日本代表、常設国際司法裁判所所長
- 諸井六郎 - 駐アルゼンチン公使
- 長岡春一 - 駐独大使(1926)、駐仏大使(1932)、国際司法裁判所判事
- 松田道一 - 外務省条約局長、法博 / 国際連盟協会設立の一人
- 小村欣一 - 拓務次官、外務省情報部長(1927)、小村寿太郎の長男
- 木村鋭市 - 外務省亜細亜局長、駐チェコスロバキア公使、1902年一高首席
- 佐分利貞男 - 中国公使、小村寿太郎の娘婿
- 永井松三 - 外務次官、駐独大使
- 杉村陽太郎 - 駐仏大使、駐伊大使、国際連盟事務次長
- 矢野真 - 駐スペイン公使
- 松島肇 - 外務省欧米局長（1931-）、駐伊大使（1932-）、西アジア巡回大使（1935）
- 武富敏彦 - 駐トルコ大使
- 北田正元 - 駐アフガニスタン初代公使（1935-）、駐ペルー公使
- 白鳥敏夫 - 駐伊大使、日独伊三国同盟の推進者
- 沢田廉三 - 初代国連大使、外務次官
- 吉沢清次郎 - 外務次官
- 大橋忠一 - 外務次官
- 守島伍郎 - 駐ソ連公使、衆議院議員
- 西春彦 - 駐英大使、外務次官
- 河相達夫 - 外務次官、情報局総裁
- 森島守人 - 駐ポルトガル大使、奉天総領事 / 柳条溝事件では蜂谷輝雄が後任
- 柳井恒夫 - 外務省条約局長
- 栗山茂 - 最高裁判所判事(1947-56)、外務省条約局長、駐ベルギー・スウェーデン大使
- 阪本瑞男 - 駐スイス公使、外務省欧亜局長
- 日高信六郎 - 駐伊大使、登山家
- 加瀬俊一 - 駐西独大使
- 三谷隆信 - 侍従長、駐仏大使、内務官僚出身
- 渋沢信一 - 外務事務次官、駐タイ大使
- 別府節弥 - 駐ラオス大使
- 福島慎太郎 - パ・リーグ会長 / 野球殿堂、内閣官房次長（内閣官房副長官）、共同通信社長、ジャパンタイムズ社長
- 下田武三 - 駐米大使、外務事務次官、最高裁判事、プロ野球コミッショナー
- 松平康東 - 国連大使
- 鶴岡千仭 - 国連大使
- 岡本季正 - 駐オランダ大使
- 成田勝四郎 - 駐西独大使
- 鈴木九萬 - 駐伊大使
- 与謝野秀 - 駐伊大使 / 母は与謝野晶子、与謝野馨の父
- 平沢和重 - 外交評論家、NHK解説委員、駐ニューヨーク領事
- 湯川盛夫 - 駐英大使、宮内庁式部官長
- 東郷文彦 - 駐米大使、外務事務次官
- 安川壮 - 駐米大使、安川第五郎の長男
- 佐藤正二 - 駐中国大使、外務事務次官
- 大河原良雄 - 駐米大使、世界平和研究所現理事長・所長
- 松永信雄 - 駐米大使、外務事務次官
- 山崎敏夫 - 駐英大使
- 野田英二郎 - 駐印大使
- 須磨未千秋 - 駐カナダ大使、須磨弥吉郎の子
- 中島敏次郎 - 外務審議官（政務担当）、駐豪大使、駐中国大使、最高裁判事、皇室参与
- 手島冷志 - 外務審議官（経済担当）、駐伊大使

#### 農林省（農水省）
- 平岡梓 - 農林省水産局長、三島由紀夫の父
- 松村真一郎 - 農林次官、貴族院議員
- 戸田保忠 - 農林次官
- 荷見安 - 農林次官
- 石黒武重 - 農林・農商次官、法制局長官、枢密院書記官長
- 湯河元威 - 農商次官、農林中央金庫理事長
- 小浜八弥 - 農林次官

#### 商工省・企画院（軍需省・通産省・経産省・経企庁）
- 志村源太郎 - 農商務省工務局長、日本勧業銀行総裁、貴族院議員、大学予備門卒
- 寺尾進 - 貿易局長官、商工省商務局長
- 高橋康順 - 満州国実業部次長、参議府参議
- 山田秀三 - 軍需省化学局長
- 美濃部洋次 - 軍需省機械局長、「革新官僚」の代表的存在
- 岡松成太郎 - 商工次官
- 小畑忠良 - 企画院次長、大政翼賛会事務総長、住友財閥出身
- 橋井真 - 軍需省機械局長、東京計器社長
- 山本高行 - 初代通産事務次官
- 鈴木義雄 - 通産省重工業局長、日揮会長 / 鈴木竹雄の弟
- 永山時雄 - 通産省繊維局長・官房長、昭和シェル石油会長、白洲次郎側近
- 村田恒 - 通産省石炭局長（1957年 - 58年）、木下産商専務、三井物産副社長（1973年）、ジェトロ理事長
- 今井善衛 - 通産事務次官、特許庁長官
- 両角良彦 - 通産事務次官、電源開発総裁
- 藤原一郎 - 通産事務次官、電源開発社長
- 楠岡豪 - 通産省繊維雑貨局長（1970年 - 71年）
- 内田元亨 - 通産省重工業局鋳鍛造品課長 / 陰の大物通産技官
- 杉山和男 - 通産事務次官
- 並木信義 - 通産省産業政策局産業構造課長、名古屋市立大教授、評論家
- 豊島格 - 資源エネルギー庁長官、ジェトロ理事長
- 後藤誉之助 - 経済企画庁長官官房調査官、『経済白書』執筆者、「もはや戦後ではない」のフレーズで有名

#### 逓信省（郵政省）
- 内田嘉吉 - 逓信次官、第9代台湾総督
- 富安謙次（富安風生） - 俳人、逓信次官
- 平沢要 - 逓信次官
- 鈴木恭一 - 逓信次官、初代電気通信次官
- 梶井剛 - 日本電信電話公社初代総裁、逓信官僚
- 田邊隆二 - 関西配電初代社長

#### 鉄道省（運輸省・国鉄）
- 中川正左 - 鉄道次官
- 久保田敬一 - 鉄道次官、日本通運社長(1943-46)、貴族院議員
- 喜安健次郎 - 鉄道次官、帝都高速度交通営団総裁
- 鈴木清秀 - 鉄道次官、帝都高速度交通営団総裁
- 平山復二郎 - 鉄道省建設局長、満州電気化学工業理事長
- 平山孝 - 運輸次官、東京急行電鉄社長
- 西尾寿男 - 運輸官僚、JTB初代社長
- 牛島辰弥 - 運輸事務次官、帝都高速度交通営団総裁
- 永光洋一 - 運輸事務次官、帝都高速度交通営団総裁
- 栃内一彦 - 海上保安庁長官
- 末廣重二 - 気象庁長官
- 山地進 - 初代総務事務次官、運輸省出身、日本航空社長・会長
- 加賀山之雄 - 第2代国鉄総裁
- 長崎惣之助 - 第3代国鉄総裁
- 十河信二 - 第4代国鉄総裁
- 磯崎叡 - 第6代国鉄総裁
- 杉浦喬也 - 第10代国鉄総裁
- 島秀雄 - 国鉄技師長、宇宙開発事業団理事長
- 大石重成 - 国鉄常務理事・新幹線総局初代局長、鉄建建設社長
- 篠原武司 - 国鉄鉄道技術研究所長、日本鉄道建設公団総裁
- 菅野義丸 - KDD社長、内閣官房副長官（政務担当）、国鉄職員局長

#### 文部省（文科省）
- 沢柳政太郎 - 教育学者、文部次官、大学予備門卒
- 関屋龍吉 - 文部省社会教育局長、精研初代所長
- 伊東延吉 - 文部次官
- 日高第四郎 - 文部事務次官
- 天城勲 - 文部事務次官、日本育英会理事長、日本学術振興会理事長、朝鮮総督府出身

#### その他
- 中川小十郎 - 京都法政学校（現立命館大）創立者、台湾銀行頭取
- 秋山真之 - 海軍中将
- 石塚英蔵 - 第13代台湾総督、貴族院議員、枢密顧問官
- 萩原彦三 - 拓務次官、朝鮮総督府官僚
- 西村高兄 - 拓務官僚・樺太庁出身。台湾総督府文教局長、台北州知事
- 加藤進 - 宮内次官、会計検査院長
- 田島道治 - 初代宮内庁長官、ソニー会長
- 桑原虎雄 - 海軍中将
- 大木操 - 衆議院書記官長、貴族院議員、検査院出身。都副知事
- 崎間敏勝 - 琉球政府内政局長、大衆金融公庫総裁、「琉球独立党」党首

### 半官半民企業

#### 日銀
- 土方久徴 - 第12代日銀総裁
- 君島一郎 - 日銀門司支店長、朝鮮銀行副総裁、公職追放、野球殿堂特別表彰者
- 佐々木直 - 第22代日本銀行総裁
- 松本重雄 - 日銀理事
- 三宅重光 - 日銀理事、東海銀行頭取、名古屋商工会議所会頭、JR東海会長
- 前川春雄 - 第24代日銀総裁
- 三重野康 - 第26代日銀総裁
- 服部正也 - 世銀副総裁、ルワンダ中央銀行総裁、日銀出身
- 渡辺孝友 - 日本開発銀行総裁、日銀理事

#### 満鉄
- 中村是公 - 第2代満鉄総裁
- 野村龍太郎 - 第3代満鉄総裁、東京開成学校卒
- 早川千吉郎 - 第7代満鉄社長
- 山崎元幹 - 第17代満鉄総裁
- 関屋悌蔵 - 新京特別市副市長、満州国国務院厚生部次長、満鉄出身

### 経済界

#### 戦前
- 鈴木馬左也 - 住友本社第3代総理事、大学予備門卒
- 郷誠之助 - 東京株式取引所理事長、日本商工会議所会頭、東京英語学校中退
- 中田錦吉 - 住友本社第4代総理事、第一高等中学校卒
- 湯川寛吉 - 住友本社第5代総理事、大学予備門卒
- 有賀長文 - 三井合名常務理事、大学予備門卒
- 木村久寿弥太 - 三菱合資総理事、第一高等中学校卒
- 串田万蔵 - 三菱銀行会長、三菱合資総理事、大学予備門中退 / 串田孫一の父
- 松方幸次郎 - 川崎造船所社長、「松方コレクション」
- 門野重九郎 - 大倉組副頭取、大倉土木会長、日本商工会議所会頭
- 野口遵 - 日窒コンツェルン総帥
- 中野友禮 - 日曹コンツェルン総帥、臨時中等教員養成所卒
- 小平浪平 - 日立製作所創業者
- 白石元治郎 - 日本鋼管初代社長
- 大河内正敏 - 理化学研究所所長、理研コンツェルン総帥
- 白仁武 - 日本郵船社長、官営八幡製鐵所長官、内務官僚出身
- 堀啓次郎 - 大阪商船社長、阪神電気鉄道社長
- 井坂孝 - 東京瓦斯社長
- 斯波孝四郎 - 三菱重工業会長
- 岩崎小弥太 - 三菱財閥第4代総帥
- 明石照男 - 帝国銀行会長、第一銀行頭取
- 種田虎雄 - 近畿日本鉄道社長
- 三村起一 - 住友鉱業初代社長、住友本社理事
- 郷古潔 - 三菱重工業社長
- 川上嘉市 - 日本楽器製造社長、川上源一の父
- 実吉雅郎 - 日本揮発油（現・日揮）創業者
- 長崎英造 - 昭和石油社長
- 春日弘 - 住友金属工業初代社長
- 浅原源七 - 日産自動車社長
- 鷲尾勇平 - 日清紡績社長
- 寺井久信 - 日本郵船社長

#### 戦後
- 石川一郎 - 経済団体連合会（経団連）初代会長、日産化学工業社長
- 石坂泰三 - 第2代経団連会長、東京芝浦電気社長、第一生命保険社長
- 植村甲午郎 - 第3代経団連会長、ニッポン放送会長、企画院次長
- 豊田章一郎 - 第8代経団連会長、トヨタ自動車社長・会長・名誉会長
- 豊田達郎 - トヨタ自動車社長・副会長
- 今井敬 - 第9代経団連会長、新日本製鐵社長
- 諸井貫一 - 日本経営者団体連盟（日経連）初代代表常任理事（会長）、秩父セメント社長
- 大槻文平 - 第5代日経連会長、三菱鉱業セメント社長
- 大塚万丈 - 経済同友会代表幹事、日本特殊鋼管社長
- 浅尾新甫 - 経済同友会代表幹事(1950-)、日本郵船社長(1946-)
- 岸道三 - 経済同友会代表幹事、日本道路公団初代総裁、同和鉱業副社長
- 二宮善基 - 経済同友会代表幹事、東洋曹達社長、興銀副総裁
- 安川第五郎 - 日本原子力研究所初代理事長、安川電機社長
- 岩切章太郎 - 宮崎交通社長
- 石井五郎 - 阪神電気鉄道副社長
- 小池厚之助 - 山一證券社長
- 田代寿雄 - 三井鉱山社長、帝国石油社長
- 日野原節三 - 昭和電工社長、昭和電工事件に関与
- 濱口雄彦 - 東京銀行初代頭取、KDD社長、濱口雄幸の子
- 矢野一郎 - 第一生命会長
- 伊藤武雄 - 大阪商船社長
- 渡辺銕蔵 - 東宝社長、東宝争議を鎮圧
- 稲垣平太郎 - 横浜ゴム社長、一高中退して慶應理財へ
- 佐藤喜一郎 - 三井銀行社長、経団連副会長
- 長岡正男 - 日本光学工業社長
- 大屋敦 - 住友ベークライト会長、住友本社理事
- 川北禎一 - 日本興業銀行初代頭取
- 藤田俊三 - 満州特殊鉄鉱社長、岩手木炭製鉄会長
- 西山弥太郎 - 川崎製鉄社長、銑鋼一貫の千葉製鉄所建設を推進
- 李家孝 - 東日本重工業社長、横浜商工会議所会頭
- 北沢敬二郎 - 大丸社長、同社東京進出を指揮、住友本社常務理事
- 柳田誠二郎 - 日本航空初代社長、日銀副総裁
- 秦豊吉 - 帝国劇場社長、演劇プロデューサー
- 荒川大太郎 - 協和電設（現・エクシオグループ）創業者、逓信省工務局長
- 佐々部晩穂 - 松坂屋会長、名古屋商工会議所会頭、三菱日本重工業社長
- 高木幹夫 - 東京海上火災保険社長
- 城戸四郎 - 松竹社長
- 津田久 - 住友商事社長
- 星野喜代治 - 日本不動産銀行初代頭取、朝鮮銀行副総裁
- 中谷一雄 - 三菱銀行頭取
- 岡崎嘉平太 - 全日本空輸社長
- 鈴木松雄 - 昭和電線電纜社長
- 久富武夫 - 安田信託銀行社長
- 西尾寿男 - 日本交通公社社長
- 藤井深造 - 三菱重工業社長
- 佐藤晴雄 - 京浜急行電鉄社長
- 河野文彦 - 三菱重工業社長
- 永野治 - 石川島播磨重工業副社長
- 長谷川周重 - 住友化学工業社長、経団連副会長
- 千頭暎臣 - 三菱信託銀行社長
- 長谷川重三郎 - 第一銀行頭取
- 河崎邦夫 - 東洋紡社長
- 岩本常次 - 北海道電力社長
- 仙石襄 - クラレ社長
- 瀬山誠五郎 - 住友不動産社長
- 新井正明 - 住友生命保険社長、松下政経塾理事長
- 津田弘孝 - 日本交通公社社長
- 吉山博吉 - 日立製作所社長
- 門脇吉一 - サッポロビール社長
- 彌永恭二郎 - 日本光学工業社長
- 村本周三 - 第一勧業銀行頭取、全国銀行協会会長
- 垂井一郎 - セコム社長
- 清宮博 - 富士通社長
- 明石孝 - 近畿日本ツーリスト社長、国鉄常務理事
- 高木養根 - 日本航空社長、日航ジャンボ機墜落事故により引責辞任
- 倉林育四郎 - 武田薬品工業社長
- 伊藤正 - 住友商事社長
- 鹿島昭一 - 鹿島建設社長
- 飯田庸太郎 - 三菱重工業社長、経団連副会長
- 久米豊 - 日産自動車社長、経団連副会長
- 青井舒一 - 東芝社長、経団連副会長
- 安部川澄夫 - 大和銀行会長
- 若井恒雄 - 東京三菱銀行会長
- 天羽浩平 - 日本サンマイクロシステムズ社長、天羽英二の子
- 野田哲造 - 住友銀行社長・会長

### マスメディア・出版
- 岩波茂雄 - 岩波書店創業者
- 岩永裕吉 - 同盟通信社社長
- 高田元三郎 - 毎日新聞社代表取締役
- 嘉治隆一 - 朝日新聞社論説主幹、『天声人語』執筆者（1945-46）
- 長谷川才次 - 時事通信社初代社長
- 古垣鉄郎 - 日本放送協会会長
- 津田正夫 - 日本新聞協会初代事務局長、駐アルゼンチン大使、国家公安委員
- 阿部謙夫 - 北海道新聞社社長、北海道放送初代社長
- 水野成夫 - サンケイ新聞社社長
- 中江利忠 - 朝日新聞社社長
- 青山行雄 - 讀賣テレビ放送会長、現名誉会長
- 土屋清 - 朝日新聞社論説委員、産経新聞社専務取締役
- 西島芳二 - 朝日新聞社論説主幹、神奈川新聞社副社長
- 奥田教久 - 朝日新聞社論説委員、朝日カルチャーセンター社長
- 牟田口義郎 - 朝日新聞社論説委員 / 「アラビアのロレンス」論で知られる
- 深代惇郎 - 朝日新聞社論説委員、『天声人語』執筆者（1973-75）
- 原寿雄 - 共同通信社専務理事・編集主幹、（株）共同通信社社長
- 山根卓二 - 産経新聞社常務取締役編集局長、テレビ埼玉社長・会長
- 村上七郎 - 関西テレビ放送社長、フジテレビジョン専務

### 文芸・思潮
一高卒業年次、名前（本名）の順に記載。 なお卒業年次がカッコ入りの人物は一高中退であって、同級生の卒業年次を記入した。
- 1878年 坪内逍遥（坪内雄蔵）（東京大学予備門1878年第1回卒業）
- 1888年 尾崎紅葉（尾崎徳太郎）（東京大学予備門在籍・第一高等中学校卒業）
- （1888年） 山田美妙（山田武太郎）（東京大学予備門中退）
- （1888年） 寺石正路（東京大学予備門中退）
- 1890年 夏目漱石（夏目金之助）（第一高等中学校卒業）
- 1890年 正岡子規（正岡常規） （同上）
- 1893年 大町桂月（大町芳衛） （同上）
- 1894年 上田敏 （同上）
- 1898年 尾上柴舟（尾上八郎）
- 1902年 小山内薫
- 1902年 川田順
- 1904年 阿部次郎
- 1905年 斎藤茂吉
- 1905年 尾崎放哉
- 1905年 荻原井泉水
- 1905年 中勘助
- 1906年 安倍能成
- 1906年 木下杢太郎（太田正雄）
- 1905年 野村胡堂
- 1908年 谷崎潤一郎
- 1908年 辰野隆
- 1909年 九鬼周造
- 1909年 和辻哲郎
- 1911年  河合栄治郎
- 1912年 豊島与志雄
- 1912年 甲賀三郎
- （1912年）山本有三（山本勇造）
- 1913年 芥川龍之介
- 1913年 久米正雄
- 1913年 土屋文明
- 1913年 高野素十（高野與巳）
- 1913年 藤森成吉
- （1913年） 菊池寛
- （1913年） 倉田百三
- 1914年 水原秋桜子（水原豊）
- 1916年 鈴木信太郎
- 1917年 三木清
- 1918年 大仏次郎（野尻清彦）
- 1918年 谷川徹三
- 1918年 大下宇陀児
- 1918年 浜尾四郎
- 1919年 安岡正篤
- 1919年 芹沢光治良
- （1919年） 林達夫
- 1920年 川端康成
- 1921年 羽仁五郎
- 1921年 村山知義
- 1921年 戸坂潤
- （1921年） 久保栄
- 1922年 池谷信三郎
- 1922年 渡辺一夫
- 1923年 河上徹太郎
- 1923年 手塚富雄
- 1923年 竹山道雄
- （1923年） 神西清
- 1925年 小林秀雄
- 1925年 堀辰雄
- 1926年 深田久弥
- 1927年 高見順（高間芳雄）
- 1930年 中島敦
- 1931年 中村光夫（木庭一郎）
- 1932年 林健太郎
- 1933年 杉浦明平
- 1934年 丸山真男
- 1934年 寺田透
- 1934年 立原道造
- （1934年） 森敦
- 1937年 福永武彦
- 1938年 小島信夫 （以下、駒場時代卒業）
- 1938年 中村真一郎
- 1939年 加藤周一
- 1940年 高木彬光（高木誠一）
- 1942年 橋川文三
- 1942年 服部達
- 1942年 宗左近
- 1942年 由良三郎（吉野亀三郎）
- 1944年 いいだもも（飯田桃）
- 1944年 清岡卓行
- 1945年 犬塚堯
- 1947年 中村稔
- （1947年） 原口統三　※在学中に死去
- 1947年 児島襄
- 1949年 日野啓三
- 1949年 村松剛
- 1950年 大岡信
- 1950年 佐野洋（丸山一郎）
- 1950年 高橋英夫

### 学界

#### 人文科学

##### 文学・言語学

###### 国文学・国語学
- 上田萬年 - 国語学者、言語学者、帝国学士院会員、第一高等中学校卒
- 芳賀矢一 - 国文学者、帝国学士院会員、第一高等中学校卒
- 東条操 - 国語学者
- 麻生磯次 - 国文学者、日本学士院会員、文化功労者、最後の一高校長
- 吉田精一 - 国文学者、日本学士院会員
- 五味智英 - 国文学者、万葉集研究
- 内海弘蔵 - 国文学者
- 阿部秋生 - 国文学者、日本学士院会員
- 市古貞次 - 国文学者、文化勲章受章、日本学士院会員
- 大野晋 - 国語学者
- 大野透 - 国語学者
- 小山弘志 - 国文学者
- 築島裕 - 国語学者、日本学士院会員
- 吉澤義則 - 国文学者

###### 中国文学・中国語学
- 狩野直喜 - 中国文学者、文化勲章受章、帝国学士院会員、第一高等中学校卒

- 鈴木虎雄 - 中国文学者、日本学士院会員、文化勲章受章
- 塩谷温 - 中国文学者
- 藤堂明保 - 中国語学者
- 新島淳良 - 中国文学者 / 中退

###### 英米文学・英語学
- 野上豊一郎 - 英文学者 / 野上弥生子は妻
- 市河三喜 - 英語学者、日本学士院会員
- 朱牟田夏雄 - 英文学者
- 西川正身 - アメリカ文学者

###### 独文学
- 茅野蕭々 - 独文学者、歌人
- 吹田順助 - 独文学者
- 小宮豊隆 - 独文学者、文芸評論家
- 新関良三 - 独文学者、埼玉大学学長、日本学士院会員
- 市原豊太 - 独文学者、獨協大学学長
- 高橋健二 - 独文学者、文化功労者
- 氷上英廣 - 独文学者
- 原田義人 - 独文学者
- 葉山万次郎 - 独文学者

###### 仏文学
- 内藤濯 - フランス文学者
- 白井健三郎 - フランス文学者
- 田辺貞之助 - フランス文学者
- 桜田佐 - フランス文学者
- 川口篤 - フランス文学者

###### 露文学
- 八杉貞利 - 露文学者
- 江川卓 - 露文学者
- 池田健太郎 - 露文学者

###### 比較文学
- 平川祐弘 - 比較文学者
- 芳賀徹 - 比較文学者

###### 言語学
- 新村出 - 言語学者、文化勲章受章、日本学士院会員
- 呉茂一 - 西洋古典学者 / 呉秀三の子
- 知里真志保 - 言語学者、アイヌ語学
- 服部四郎 - 言語学者、日本学士院会員、文化勲章受章
- 河野六郎 - 言語学者、東京教育大学名誉教授、文化功労者、日本学士院会員

###### その他
- 辻直四郎 - インド学者、サンスクリット語、ヴェーダ文学研究、日本学士院会員、文化功労者

##### 歴史学・文化人類学
- 箕作元八 - 西洋史学者、大学予備門卒
- 白鳥庫吉 - 東洋史学者、帝国学士院会員、第一高等中学校卒
- 三上参次 - 日本史学者、帝国学士院会員、大学予備門卒
- 辻善之助 - 歴史学者、日本仏教史、日本学士院会員、文化勲章受章
- 池内宏 - 東洋史学者、朝鮮・満蒙史、日本学士院会員
- 今井登志喜 - 西洋史学者
- 中村栄孝 - 東洋史学者、朝鮮研究、日本学士院会員
- 石田幹之助 - 歴史学者、東洋史、日本学士院会員
- 石田英一郎 - 文化人類学者
- 村川堅太郎 - 西洋古代史学者、日本学士院会員
- 江口朴郎 - 歴史学者、帝国主義研究
- 林茂 - 歴史学者、日本近代史
- 堀米庸三 - 歴史学者、ヨーロッパ中世史
- 榎一雄 - 東洋史学者
- 直木孝次郎 - 歴史学者、日本古代史
- 土田直鎮 - 歴史学者、日本古代史
- 今井清一 - 歴史学者、日本近代史

##### 哲学・宗教学・芸術学
- 井上円了 - 哲学者、哲学館（東洋大学）創設者、大学予備門卒
- 岩崎允胤 - 哲学者
- 宇井伯寿 - インド哲学者、文化勲章受章、日本学士院会員
- 宇野精一 - 中国哲学者
- 上田閑照 - 哲学者、日本学士院会員
- 今道友信 - 哲学者
- 滝沢克己 - 哲学者
- 田辺元 - 哲学者、文化勲章受章、日本学士院会員
- 高橋里美 - 哲学者、東北大学学長、日本学士院会員、文化功労者
- 髙木友之助 - 中国哲学者
- 中村元 - 哲学者、仏教学者、文化勲章受章、日本学士院会員
- 西谷啓治 - 哲学者、日本学士院会員、文化功労者
- 古在由重 - 哲学者
- 波多野精一 - 宗教哲学者
- 矢内原伊作 - 哲学者 / 矢内原忠雄の子
- 石原謙 - キリスト教史学者、文化勲章受章、日本学士院会員
- 熊沢義宣 - プロテスタント神学者
- 忽滑谷快天 - 仏教学者、駒澤大学初代学長
- 堀一郎 - 宗教学者
- 柳宗玄 - 美術史学者 / 柳宗悦の子
- 児島喜久雄 - 美術史家
- 関野貞 - 建築・美術史家
- 矢崎美盛 - 美術史家
- 小泉文夫 - 民族音楽学者
- 田辺尚雄 - 音楽学者、文化功労者
- 酒井修 - 哲学者
- 原佑 - 哲学者
- 高階秀爾 - 美術史学者、文化勲章受章

#### 社会科学

##### 法学・政治学
- 穂積八束 - 憲法学者、帝国学士院会員、大学予備門卒
- 織田萬 - 法学者、帝国学士院会員、国際司法裁判所判事
- 桑田熊蔵 - 社会政策学者
- 有泉亨 - 法学者、我妻栄の弟子であり、ダットサン民法（法律書）の改訂者として有名。
- 小野塚喜平次 - 政治学者、東京帝国大学総長、帝国学士院会員
- 岡松参太郎 - 民法学者、帝国学士院会員
- 美濃部達吉 - 憲法学者、日本学士院会員
- 筧克彦 - 憲法学者
- 杉山直治郎 - 比較法・フランス法学者、日本学士院会員
- 牧野英一 - 刑法学者、文化勲章受章、日本学士院会員
- 宮本英脩 - 刑法学者
- 穂積重遠 - 民法学者、最高裁判所判事、日本学士院会員
- 東季彦 - 民法学者、日本大学学長
- 高柳賢三 - 英米法学者、成蹊大学総長、日本学士院会員
- 田中耕太郎 - 商法学者、貴族院議員、参議院議員、文部大臣、東京大学名誉教授、第2代最高裁判所長官、日本学士院会員
- 恒藤恭 - 法哲学者、大阪市立大学学長、日本学士院会員、文化功労者
- 末弘厳太郎 - 民法・労働法学者、東京大学名誉教授、中央労働委員会二代会長
- 高木八尺 - 政治学者、日本学士院会員、文化功労者
- 南原繁 - 政治学者、東京大学総長、日本学士院長
- 神川彦松 - 国際政治学者、日本学士院会員
- 小野清一郎 - 刑法学者、文化勲章受章、日本学士院会員
- 蠟山政道 - 行政学・政治学者、お茶の水女子大学学長、日本学士院会員
- 平野義太郎 - マルクス主義法学者
- 我妻栄 - 民法学者、文化勲章受章、日本学士院会員
- 滝川政次郎 - 法制史学者
- 田中誠二 - 商法学者、一橋大学名誉教授、日本学士院会員
- 宮沢俊義 - 憲法学者、文化功労者、日本学士院会員、プロ野球コミッショナー
- 尾高朝雄 - 法哲学者、日本学士院会員
- 清宮四郎 - 憲法学者、東北大学名誉教授、日本学士院会員
- 矢部貞治 - 政治学者、拓殖大学総長
- 岡義武 - 政治史学者、日本学士院会員、文化勲章受章
- 鈴木竹雄 - 商法学者、日本学士院会員、文化勲章受章
- 石井照久 - 労働法・商法学者、東京大学名誉教授
- 外尾健一 - 労働法、東北大学名誉教授
- 兼子一 - 民事訴訟法学者
- 岩田新 - 民法学者
- 正田満三郎 - 刑法学者、東京地裁判事
- 石井良助 - 法制史学者、日本学士院会員、文化勲章受章
- 神島二郎 - 政治学者
- 伊藤正己 - 憲法学者、東京大学名誉教授、最高裁判所判事、日本学士院会員、文化勲章受章
- 石川吉右衛門 - 労働法学者
- 細谷千博 - 国際政治学者、一橋大学名誉教授、日本学士院会員
- 遠藤浩 - 民法学者、学習院大学名誉教授
- 渡辺洋三 - 法社会学者、東京大学名誉教授
- 幾代通 - 民法学者、東北大学名誉教授
- 福田歓一 - 政治思想史学者、東京大学名誉教授、明治学院大学学長、日本学士院会員
- 衛藤瀋吉 - 政治学者、東京大学名誉教授、亜細亜大学学長
- 鴻常夫 - 商法学者、東京大学名誉教授
- 篠原一 - 政治学者、東京大学名誉教授
- 星野英一 - 民法学者、東京大学名誉教授、文化功労者、日本学士院会員
- 坂本義和 - 国際政治学者、東京大学名誉教授
- 本間長世 - 政治学者、東京大学名誉教授、成城学園学園長
- 藤木英雄 - 刑法学者、東京大学教授
- 深瀬忠一 - 憲法学者
- 小菅芳太郎 - ローマ法学者、元北海道大学教授
- 小山昇 - 民事訴訟法学者、北海道大学名誉教授
- 田中英夫 - 英米法学者、東京大学法学部長・名誉教授
- 小川晃一 - 政治学者、北海道大学名誉教授
- 波多野里望 - 国際法学者
- 三潴信三  - ドイツ法・民法学者、東京帝国大学教授

##### 経済学・財政学
- 松崎蔵之助 - 経済学者、台湾協会学校学監、東京高等商業学校校長、大学予備門卒
- 高野岩三郎 - 統計学者、NHK会長
- 矢内原忠雄 - 経済学者、東京大学総長、日本学士院会員
- 大森義太郎 - マルクス経済学者
- 隅谷三喜男 - 労働経済学者、東京女子大学学長、日本学士院会員
- 舞出長五郎 - 経済史学者、学習院大学政経学部長
- 大内力 - マルクス経済学者、日本学士院会員
- 柴田徳衛 - 財政学者
- 宇沢弘文 - 経済学者、文化勲章受章、日本学士院会員
- 村上泰亮 - 経済学者

##### 社会学・心理学・教育学
- 建部遯吾 - 社会学者 / 日本の初期社会学者で儒教も基にした保守的な学説
- 戸田貞三 - 社会学者
- 松本亦太郎 - 心理学者
- 松月秀雄 - 教育学者、東京理科大学学長
- 周郷博 - 教育学者
- 勝田守一 - 教育学者
- 波多野完治 - 心理学者、お茶の水女子大学学長
- 美土路達雄 - 教育学者、農業経済学者
- 山下俊郎 - 教育心理学者
- 遠藤隆吉 - 思想家、社会学者、教育者
- 高木貞二 - 心理学者
- 阿部重孝 - 教育学者

#### 自然科学

##### 数学
- 中村幸四郎 - 数学者
- 弥永昌吉 - 数学者、日本学士院会員
- 小平邦彦 - 数学者、文化勲章受章、日本学士院会員
- 赤池弘次 - 数理統計学者
- 佐藤幹夫 - 数学者

##### 物理学
- 長岡半太郎 - 物理学者、大阪帝国大学初代学長、日本学士院長、文化勲章受章、大学予備門卒
- 石原純 - 物理学者、歌人
- 西川正治 - 物理学者、文化勲章受章、日本学士院会員
- 山内恭彦 - 理論物理学者、日本学士院会員
- 菊池正士 - 物理学者、文化勲章受章、日本学士院会員
- 嵯峨根遼吉 - 原子核物理学者、日本原子力発電副社長
- 小谷正雄 - 生物物理学者、文化勲章受章、日本学士院会員
- 今井功 - 物理学者、文化勲章受章者、日本学士院会員
- 久保亮五 - 物理学者、日本学術会議会長、文化勲章受章、日本学士院会員
- 福田信之 - 物理学者、筑波大学学長
- 南部陽一郎 - 物理学者、文化勲章受章、ノーベル物理学賞受賞
- 森永晴彦 - 原子核物理学者、仁科記念賞
- 小柴昌俊 - 実験物理学者、ノーベル物理学賞受賞、日本学士院会員
- 谷一郎 - 物理学者、東京大学名誉教授

##### 天文学
- 萩原雄祐 - 理論天文学者、宇都宮大学学長、文化勲章受章、日本学士院会員
- 畑中武夫 - 電波天文学者
- 末元善三郎 - 天体物理学者
- 古在由秀 - 天体力学者

##### 地球惑星科学
- 田中舘愛橘 - 地球物理学者、文化勲章受章、日本学士院会員、大学予備門卒
- 大森房吉 - 地震学者、帝国学士院会員、大学予備門卒
- 山崎直方 - 地理学者、日本近代地理学の父、帝国学士院会員、第一高等中学校卒
- 小川琢治 - 地質学者、湯川秀樹の父、帝国学士院会員、第一高等中学校卒
- 今村明恒 - 地震学者、日本学士院会員、第一高等中学校卒
- 岡田武松 - 気象学者、日本学士院会員、文化勲章受章、第一高等中学校卒
- 矢部長克 - 地質学者、日本学士院会員、文化勲章受章
- 藤原咲平 - 気象学者、帝国学士院会員、中央気象台長 / 「お天気博士」
- 坪井誠太郎 - 地球科学者、日本学士院会員、文化功労者
- 石本巳四雄 - 地震学者、地震研究所第2代所長
- 坪井忠二 - 地球物理学者
- 和達清夫 - 地震学者、埼玉大学学長、日本学士院長、文化勲章受章
- 永田武 - 地球磁気学者、日本学士院会員、文化勲章受章
- 力武常次 - 地球物理学者

##### 生物学
- 谷津直秀 - 動物学者
- 南方熊楠 - 植物学・微生物学者、大学予備門中退
- 丘浅次郎 - 動物学者、大学予備門中退
- 柴田桂太 - 植物生理学者・生化学者
- 長谷部言人 - 形質人類学者・解剖学者
- 大賀一郎 - 植物学者 / 大賀ハス
- 渡辺格 - 分子生物学者
- 佐倉朔 - 形質人類学者

##### 化学
- 池田菊苗 - 物理化学者、帝国学士院会員、グルタミン酸ナトリウムの製造方法を発明、大学予備門卒
- 真島利行 - 有機化学者、大阪帝国大学総長、日本学士院会員、文化勲章受章、第一高等中学校卒
- 柴田雄次 - 化学者、東京都立大学 (1949-2011)初代総長、日本学士院長、文化功労者
- 仁田勇 - 化学者、日本学士院会員、文化勲章受章
- 水島三一郎 - 物理化学者、日本学士院会員、文化勲章受章
- 井口洋夫 - 化学者、日本学士院会員、文化勲章受章

##### 工学
- 伊東忠太 - 建築家・建築史家、文化勲章受章、大学予備門卒
- 長野宇平治 - 建築家、第一高等中学校卒
- 関野貞 - 建築史家、第一高等中学校卒
- 桜井小太郎 - 建築学者、第一高等中学校中退
- 本多光太郎 - 冶金学者・磁性物理学者、東北帝国大学総長、日本学士院会員、文化勲章受章、第一高等中学校卒
- 俵国一 - 鉄冶金学者、日本学士院会員、文化勲章受章、第一高等中学校卒
- 渋沢元治 - 電気工学者、名古屋帝国大学初代総長、日本学士院会員、文化功労者
- 平賀譲 - 艦艇設計者、帝国学士院会員、東京帝国大学総長、平賀粛学
- 荒川文六 - 電気工学者、九州帝国大学総長、文化功労者
- 山本忠興 - 電気工学者、テレビジョン研究 / 日本の十大発明家参照
- 横山英太郎 - 電気工学者、無線通信研究
- 内田祥三 - 建築学者、東京帝国大学総長、日本学士院会員、文化勲章受章
- 岡田信一郎 - 建築家
- 長谷部鋭吉 - 建築家
- 内藤多仲 - 建築家
- 赤木正雄 - 土木工学者、文化勲章受章
- 竹腰健造 - 建築家
- 亀山直人 - 電気化学者、日本学術会議初代会長、日本学士院会員、文化功労者
- 和田小六 - 航空工学者、東京工業大学学長
- 瀬藤象二 - 電気工学者、東京電機大学理事長、文化勲章受章
- 三島徳七 - 冶金学者、日本学士院会員、文化勲章受章
- 山県昌夫 - 船舶工学者、日本学士院会員、文化勲章受章
- 岸田日出刀 - 建築学者、芸術院賞受賞
- 堀越二郎 - 航空技術者 / 零式艦上戦闘機などを設計
- 木村秀政 - 航空技術者 / YS-11開発の基本計画に関与
- 佐山総平 - 鉱山学者、北見工業大学初代学長
- 前川國男 - 建築学者、芸術院賞受賞、朝日賞受賞
- 吉識雅夫 - 造船工学者、東京理科大学学長、日本学士院会員、文化勲章受章
- 橋口隆吉 - 材料科学者、日本学士院会員
- 向坊隆 - 工業化学者、東京大学学長、文化功労者
- 尾本義一 - 東京工業大学名誉教授
- 浜野弥四郎 - 衛生工学、土木技術者。台湾総督府土木局時代に台湾の上下水道整備、公衆衛生改善に尽力。
- 沼田征矢雄 - 土木工学者、蒙古聯合自治政府総務庁長
- 一色尚次 - 熱力学者、東京工業大学名誉教授

##### 農学
- 那須皓 - 農学者、駐印兼ネパール大使、1967年マグサイサイ賞受賞
- 坂口謹一郎 - 発酵微生物学者、日本学士院会員、文化勲章受章

##### 医学・細菌学・薬学
- 山極勝三郎 - 病理学者、帝国学士院会員、「幻のノーベル賞」、大学予備門卒
- 加藤元一 - 生理学者、帝国学士院会員、米国生理学会名誉会員
- 呉秀三 - 精神医学者、大学予備門卒
- 志賀潔 - 細菌学者、日本学士院会員、文化勲章受章、第一高等中学校卒
- 稲田龍吉 - 細菌学者、日本学士院会員、文化勲章受章、第一高等中学校卒
- 上條秀介 - 内科医学者、昭和大学学長
- 近藤平三郎 - 薬学者、日本学士院会員、文化勲章受章
- 長与又郎 - 病理学者、帝国学士院会員、東京帝国大学総長
- 佐々木隆興 - 内科医学者、日本学士院会員、文化勲章受章
- 熊谷岱蔵 - 内科医学者、日本学士院会員、東北大学学長、文化勲章受章
- 朝比奈泰彦 - 薬学者、日本学士院会員、文化勲章受章
- 荻野久作 - 産婦人科医、排卵周期研究
- 勝沼精蔵 - 内科学・血液学者、日本学士院会員、文化勲章受章
- 内村祐之 - 精神医学者、日本学士院会員、プロ野球コミッショナー
- 冲中重雄 - 内科医学者、日本学士院会員、文化勲章受章
- 吉田富三 - 病理学者、日本学士院会員、文化勲章受章
- 江橋節郎 - 薬理学者、日本学士院会員、文化勲章受章
- 森於菟 - 解剖学者、随筆家、森鷗外の長男
- 森亘 - 病理学者、東京大学学長、日本学士院会員、文化勲章受章
- 都築正男 ‐ 外科学者、原爆症研究
- 長尾優 - 歯科学者、東京医科歯科大学初代学長
- 藤田恒夫 - 解剖学者

### スポーツ
- 嘉納治五郎 - 教育者、講道館柔道創始者、外国語学校→開成学校
- 岸清一 - 弁護士、第2代日本体育協会会長、「岸記念体育会館」（東京都渋谷区）にその名を残す。大学予備門卒
- 木下東作 - 医博、運動生理学者、スポーツ評論家、東大運動会改革設立者、人見絹枝育ての親
- 今村次吉 - 日本蹴球協会初代会長、サッカー殿堂入り
- 野津謙 - 医師、日本蹴球協会第4代会長、サッカー殿堂入り
- 田畑政治 - 日本オリンピック委員会(JOC)第10代委員長、日本水泳競技連盟会長
- 新田純興 - 日本サッカー協会常務理事、1964年東京オリンピック準備委員長、サッカー殿堂入り
- 松沢一鶴 - 競泳選手・監督、1964年東京オリンピックの閉会式演出総責任者
- 中馬庚 - 教育者、「野球」の訳語を初めて用いたといわれる人物。在学中は野球部かな所属し二塁手として活躍。野球殿堂入り
- 青井鉞男 - 教育者、野球通則をはじめて翻訳した人物。在学中は野球部に所属し投手として活躍。Y校のコーチとして野球部を育てた。野球殿堂入り。1892年入学。
- 守山恒太郎 - 左腕投手 / 一高第2次黄金時代（1899年 - 1902年）に活躍、1966年野球殿堂入り
- 東武雄 - 帝大野球部投手 / 法大戦で六大学野球初の本塁打、東大生唯一のノーヒッター。東龍太郎は兄
- 梶原英夫 - 帝大野球部投手 / 六大学首位打者、第14回全国中等学校優勝野球大会にて和歌山中と名勝負演じた。三原脩と同期
- 由谷敬吉 - 帝大野球部投手
- 加賀山朝雄 - 東大野球部野手 / 六大学野球1949年シーズン東大全8本塁打中、春2・秋1本放つ大型スラッガー。加賀山之雄国鉄総裁の甥
- 大谷四郎 - 朝日新聞社運動部記者、神戸フットボールクラブ常務理事、サッカー殿堂入り / 大谷亮介は子
- 加藤信幸 - 田辺製薬サッカー部選手 / 全日本実業団選手権6連覇（1950年-1955年）に中心選手として貢献。

### その他諸分野
- 三宅雪嶺 - 評論家、開成学校予科
- 狩野亨吉 - 思想家、一高校長、安藤昌益を発見、大学予備門卒
- 松浦寅三郎 - 第二代女子学習院長、五高校長
- 堺利彦 - 社会主義者、第一高等中学校中退
- 武島羽衣 - 歌人、国文学者
- 中村春二 - 成蹊学園創立者
- 三井甲之 - 右翼運動家、歌人
- 塚本虎二 - 無教会主義キリスト教伝道師
- 黒崎幸吉 - 無教会主義キリスト教伝道師
- 岩下壮一 - カトリック教会司祭、神学者
- 後藤隆之助 - 大政翼賛会総務部長、近衛文麿ブレーン
- 桑原虎雄 - 海軍中将、一高を中退し海兵へ
- 矢代幸雄 - 美術評論家
- 宮崎龍介 - 社会運動家、柳原白蓮と駆け落ちした白蓮事件
- 福本和夫 - マルクス主義思想家、「福本イズム」
- 橘孝三郎 - 農本主義者、五・一五事件に関与、中退
- 伊藤律 - 日本共産党幹部、中退
- 尾崎秀実 - ジャーナリスト、ゾルゲ事件
- 松本重治 - 国際文化会館理事長
- 木内信胤 - 経済評論家、世界経済調査会理事長
- 吉野源三郎 - 編集者、『世界』編集長
- 近藤柏次郎 - ピアニスト、のち心中。一高首席
- 山崎晃嗣 - 学士金融光クラブ事件首謀者、のち自死
- 武藤富男 - キリスト新聞社長、明治学院院長
- 山村聰 - 俳優
- 大谷光照 - 浄土真宗本願寺派第23代門主
- 増村保造 - 映画監督
- 別宮貞雄 - 作曲家
- 伊藤昌哉 - 政治評論家、池田勇人秘書
- 堀越克明 - 堀越学園理事長
- 後藤昌次郎 - 弁護士
- 平田昭彦 - 俳優
- 唐順棋 - 映画監督
- 粕谷一希 - 評論家、編集者
- 中村稔 - 詩人、弁護士
- 木下航二 - 教育者、「原爆を許すまじ」作曲
- 東野芳明 - 美術評論家
- 土師政雄 - 評論家、予備校講師
- 伊藤和夫 - 予備校講師
- 渥美俊一 - 経営コンサルタント、日本におけるチェーンストア経営の理論的指導者
- 山根銀二 - 音楽評論家
- 菊池一雄 - 彫刻家
- 吉田穂高 - 版画家
- 竹内敏晴 - 演出家
- 内藤法美 - 作曲家、編曲家 / 妻は越路吹雪